# Francaltroff
Francaltroff és un municipi francès, situat al departament del Mosel·la i a la regió del Gran Est. L'any 2007 tenia 748 habitants.

## Demografia

### Població
El 2007 la població de fet de Francaltroff era de 748 persones. Hi havia 276 famílies, de les quals 64 eren unipersonals (28 homes vivint sols i 36 dones vivint soles), 68 parelles sense fills, 120 parelles amb fills i 24 famílies monoparentals amb fills.
La població ha evolucionat segons el següent gràfic:
Habitants censats

### Habitatges
El 2007 hi havia 299 habitatges, 280 eren l'habitatge principal de la família, 3 eren segones residències i 16 estaven desocupats. 230 eren cases i 67 eren apartaments. Dels 280 habitatges principals, 203 estaven ocupats pels seus propietaris, 70 estaven llogats i ocupats pels llogaters i 7 estaven cedits a títol gratuït; 1 tenia una cambra, 9 en tenien dues, 31 en tenien tres, 54 en tenien quatre i 185 en tenien cinc o més. 220 habitatges disposaven pel capbaix d'una plaça de pàrquing. A 118 habitatges hi havia un automòbil i a 127 n'hi havia dos o més.

### Piràmide de població
La piràmide de població per edats i sexe el 2009 era:
| Homes | Edats   | Dones |
| ----- | ------- | ----- |
| 0     | 95 o +  | 0     |
| 4     | 90 a 94 | 8     |
| 0     | 85 a 89 | 4     |
| 4     | 80 a 84 | 0     |
| 0     | 75 a 79 | 12    |
| 12    | 70 a 74 | 12    |
| 16    | 65 a 69 | 20    |
| 20    | 60 a 64 | 20    |
| 4     | 55 a 59 | 8     |
| 36    | 50 a 54 | 12    |
| 20    | 45 a 49 | 20    |
| 32    | 40 a 44 | 36    |
| 28    | 35 a 39 | 32    |
| 24    | 30 a 34 | 16    |
| 20    | 25 a 29 | 24    |
| 36    | 20 a 24 | 24    |
| 24    | 15 a 19 | 20    |
| 36    | 10 a 14 | 16    |
| 28    | 5 a 9   | 24    |
| 8     | 0 a 4   | 4     |

## Economia
El 2007 la població en edat de treballar era de 489 persones, 347 eren actives i 142 eren inactives. De les 347 persones actives 311 estaven ocupades (182 homes i 129 dones) i 36 estaven aturades (13 homes i 23 dones). De les 142 persones inactives 37 estaven jubilades, 43 estaven estudiant i 62 estaven classificades com a «altres inactius».

### Ingressos
El 2009 a Francaltroff hi havia 275 unitats fiscals que integraven 717 persones, la mediana anual d'ingressos fiscals per persona era de 16.173 €.

### Activitats econòmiques
Dels 31 establiments que hi havia el 2007, 2 eren d'empreses alimentàries, 4 d'empreses de fabricació d'altres productes industrials, 4 d'empreses de construcció, 8 d'empreses de comerç i reparació d'automòbils, 1 d'una empresa de transport, 1 d'una empresa d'hostatgeria i restauració, 3 d'empreses de serveis, 5 d'entitats de l'administració pública i 3 d'empreses classificades com a «altres activitats de serveis».
Dels 8 establiments de servei als particulars que hi havia el 2009, 4 eren tallers de reparació d'automòbils i de material agrícola, 2 fusteries, 1 electricista i 1 perruqueria.
Dels 3 establiments comercials que hi havia el 2009, 1 era una gran superfície de material de bricolatge, 1 una botiga de menys de 120 m² i 1 una fleca.
L'any 2000 a Francaltroff hi havia 7 explotacions agrícoles que ocupaven un total de 532 hectàrees.

## Equipaments sanitaris i escolars
El 2009 hi havia 1 escola maternal i 1 escola elemental.

## Poblacions més properes
El següent diagrama mostra les poblacions més properes.